# Grâu
Grâu este un termen generic care desemnează mai multe specii aparținând genului Triticum. Acestea sunt plante anuale din familia gramineelor (Poaceae), cultivate în aproape întreaga lume. Grâul este cea mai cultivată plantă în lume și a patra cultură mondială ca producție după trestia de zahăr, porumb și orez. Pe locul 2 ca suprafață se află porumbul. În Europa Occidentală și în Orientul Mijlociu, grâul și derivatele sale fac parte din alimentația curentă.

## Istorie
Grâul este originar din Asia de sud-vest. Cele mai vechi dovezi arheologice referitoare la cultivarea grâului au fost descoperite în așa numitul Corn al Abundenței (regiune fertilă în vestul Asiei, care cuprinde teritoriul Siriei, Iordaniei, Turciei, Armeniei și Irakului (de astăzi). Acum aproximativ 9000 de ani, o specie de grâu sălbatică (einkorn, Triticum boeoticum) a fost recoltată și apoi cultivată de către locuitorii acelor meleaguri, fapt confirmat de dovezile arheologice ale agriculturii sedentare din zonă. Aproximativ 1000 de ani mai târziu, o mutație a survenit în cadrul altei specii de grâu, numită emmer (Triticum dicoccoides), rezultând o plantă cu boabele mai mari, care nu se mai puteau împrăștia în bătaia vântului. Deși această plantă nu s-ar fi putut reproduce în sălbăticie, oferea mai multă hrană pentru oameni și astfel a întrecut celelalte specii, devenind primul strămoș al varietăților moderne de grâu.
La început, boabele de grâu se pare că erau consumate crude, mai apoi fiind prăjite sau fierte în apă, sau sub formă de turte, făcute din făina grosieră rezultată prin măcinarea lor între două pietre. Grâul se impune ca aliment de bază în cultura occidentală, fiind prezent în mesele zilnice sub formă de pâine, griș, paste făinoase, produse de patiserie, biscuiți, etc.
Cultura grâului nu este la fel de dificilă precum cea a orezului, câmpurile cultivate nu necesită o amenajare specială sau lucrări laborioase de întreținere. Spre deosebire de orez, grâul nu trebuie supus unor operații speciale (decorticare) după recoltare.

## Genetica grâului
Genetica grâului este mai complicată decât genetica animalelor domestice, deoarece grâul este capabil de poliploidie, adică noile specii pot avea mai multe seturi de cromozomi decât specia originară (două seturi, organism diploid). Diversele varietăți de grâu actuale diferă atât prin genom cât și prin numărul de cromozomi. Grâul Einkorn este diploid (are două seturi de cromozomi) și poate fi considerat strămoșul tuturor speciilor actuale. Grâul Einkorn hibridizat cu o altă plantă ierboasă sălbatică diploidă (Triticum speltoides, Triticum tripsacoides sau Triticum searsii) a generat varietățile tetraploide (cu patru seturi de cromozomi) Emmer și Durum. La rândul lor, aceste specii au fost hibridizate cu altă specie sălbatică, Triticum tauschiii, rezultatul fiind varietățile hexaploide: Spelt și grâul comun.

## Specii cultivate

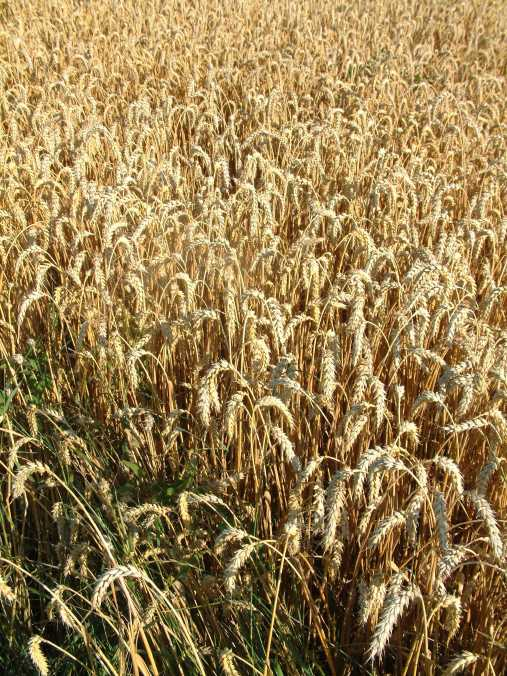
Lan de grâu comun

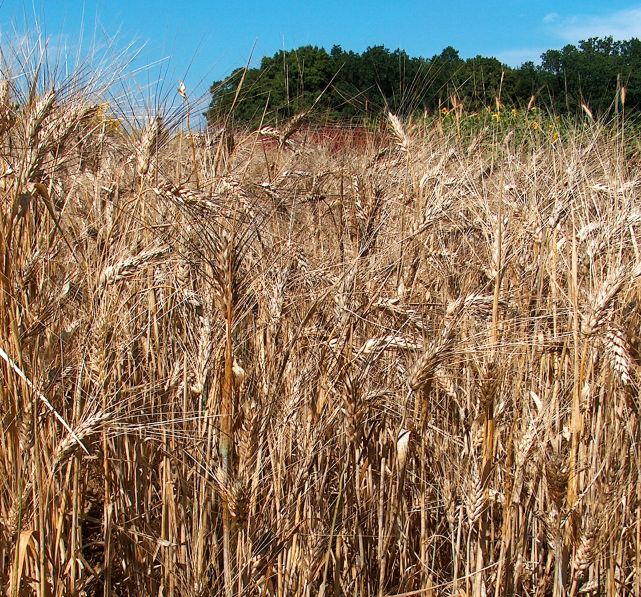
Grâu dur

Există multe sisteme de clasificare taxonomică a speciilor de grâu. Acestea se împart după sezonul de creștere (grâu de iarnă sau de vară) și după conținutul de gluten. Grâul de iarnă este însămânțat toamna, fiind îndeosebi cultivat în regiunile mediteraneene și cele temperate. Grâul de vară suportă cu greu temperaturile scăzute, ca urmare se însămânțează primăvara în țările cu ierni aspre. Aceste specii de grâu au permis Siberiei și Canadei să devină mari producători mondiali de grâu. Grâul dur (T. turgidum var. durum, vezi mai jos) are un conținut mare de gluten și este folosit la fabricarea pastelor alimentare. Este cultivat mai ales în zonele calde și uscate (sudul Europei - Italia, sudul Franței). Grâul comun (Triticum aestivum), de departe cel mai important, este cultivat la latitudini mai ridicate (Canada, Ucraina) și este principala sursă de făină de panificație, folosită la coacerea pâinii. Frecvent în trecut făina de grâu era degradată, prin amestecul semințelor de grâu cu cele de neghină.

Specii de grâu:
- Grâul comun - (Triticum aestivum) Specia hexaploidă cea mai cultivată în lume.
- Einkorn - (T. monococcum) Specie diploidă, există atât în varietăți cultivate cât și în varietăți sălbatice. Una din primele specii de grâu, rar cultivată astăzi.
- Emmer - (T. turgidum var. dicoccum) Specie tetraploidă, cultivată sau sălbatică. În antichitate era foarte cultivată, în zilele noastre mai rar.
- Durum, grâu dur sau grâu arnăut - (T. turgidum var. durum) Forma tetraploidă de grâu cultivată azi.
- Alac spelt - (T. spelta) Altă specie hexaploidă cultivată pe scară restrânsă.

## Mari producători mondiali
În anul 2004, producția globală de grâu a însumat 627 milioane de tone. Principalele țări cultivatoare au fost:
1. China: 91,3 milioane de tone
2. India: 72 milioane de tone
3. Statele Unite ale Americii: 58,8 milioane de tone
4. Federația Rusă: 42,2 milioane de tone
5. Franța: 39 milioane de tone
6. Germania: 25,3 milioane de tone
7. Australia: 22,5 milioane de tone
8. România: 7,5 milioane de tone[2]

În 1997, consumul mondial mediu de grâu pe cap de locuitor a fost de 101 kg.